# Euthyone celenna
Euthyone celenna är en fjärilsart som beskrevs av William Schaus 1892. Euthyone celenna ingår i släktet Euthyone och familjen björnspinnare. Inga underarter finns listade i Catalogue of Life.